# Campofrío

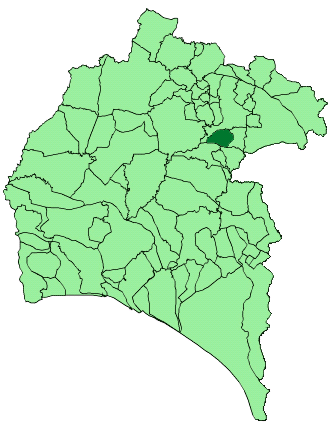
Bản đồ Campofrío, Huelva

Campofrío là một thị trấn và đô thị ở tỉnh Huelva, Tây Ban Nha. Theo điều tra dân số năm 2005, thị trấn này có dân số 810 người và diện tích 48 km², mật độ dân số 16 người/km².